# Carmen Andújar
Carmen Andújar Sotos (Buenos Aires, 1891 - Valencia, 1965) fue una soprano, especializada en lied, y pedagoga española.
Nacida en Buenos Aires, pero de padres valencianos, estudió piano y canto en el Conservatorio Superior de Música Joaquín Rodrigo de Valencia, y amplió los estudios en Milán. Debutó como cantante en Madrid. Hizo recitales de canto, especialmente de repertorio barroco y clásico y fue profesora del Conservatorio de Valencia. En 1929 se casó con Eduardo López-Chávarri, con quien realizó conciertos en España e Inglaterra, y numerosos conferencias-concierto. La pareja tuvo un hijo, Eduardo López-Chavarri Andújar.
En los años 1950 publicó su Teoría del solfeo. Realizó grabaciones para la BBC. En la Biblioteca Valenciana Nicolau Primitiu se conserva el Archivo Familiar López-Chávarri Andújar, con el Fondo Carmen Andújar, adquirido por la Generalitat Valenciana en 1996.